# 정왕중학교
정왕중학교(正往中學校)는 대한민국 경기도 시흥시 정왕동에 있는 공립 중학교이다.

## 학교 연혁
- 1996년 1월 13일 : 정왕중학교 24학급 설립 인가
- 1996년 3월 1일 : 초대 손동식 교장 취임
- 1996년 3월 4일 : 1학년 2학급 42명 입학식
- 1996년 3월 12일 : 1학년 2학급, 2학년 1학급으로 개교식
- 1997년 2월 15일 : 제1회 29명 졸업
- 2022년 9월 1일 : 제14대 이순실 교장 취임
- 2022년 12월 30일 : 제27회 216명 졸업, 총 6,981명
- 2023년 3월 2일 : 신입생 227명(8학급) 입학

## 참고 자료
- 정왕중학교 - 한국교육학술정보원 학교알리미